# Hardeck (Bad Neualbenreuth)
Hardeck ist ein Gemeindeteil des Marktes Bad Neualbenreuth im oberpfälzischen Landkreis Tirschenreuth.

## Geografie
Das Dorf Hardeck liegt im Oberpfälzer Wald nahe der Grenze zur Tschechischen Republik. Das Dorf ist ein Gemeindeteil der Marktgemeinde Bad Neualbenreuth und liegt 13 Kilometer nordöstlich der Stadt Tirschenreuth sowie zwei Kilometer nordwestlich von Bad Neualbenreuth.

## Geschichte
Die Bayerische Uraufnahme zeigt Hardeck in den 1810er Jahren mit etwas mehr als einem Dutzend Herdstellen, die beinahe alle nordöstlich des Muglbaches lagen; lediglich der Hof mit der Hausnummer 10 lag südwestlich des Bachlaufes. Bei einigen Anwesen handelte es sich um Vierseithöfe. Den Ortskern bildeten diejenigen Anwesen, die sich um den Vorplatz nördlich des Schlosses Hardeck gruppierten.

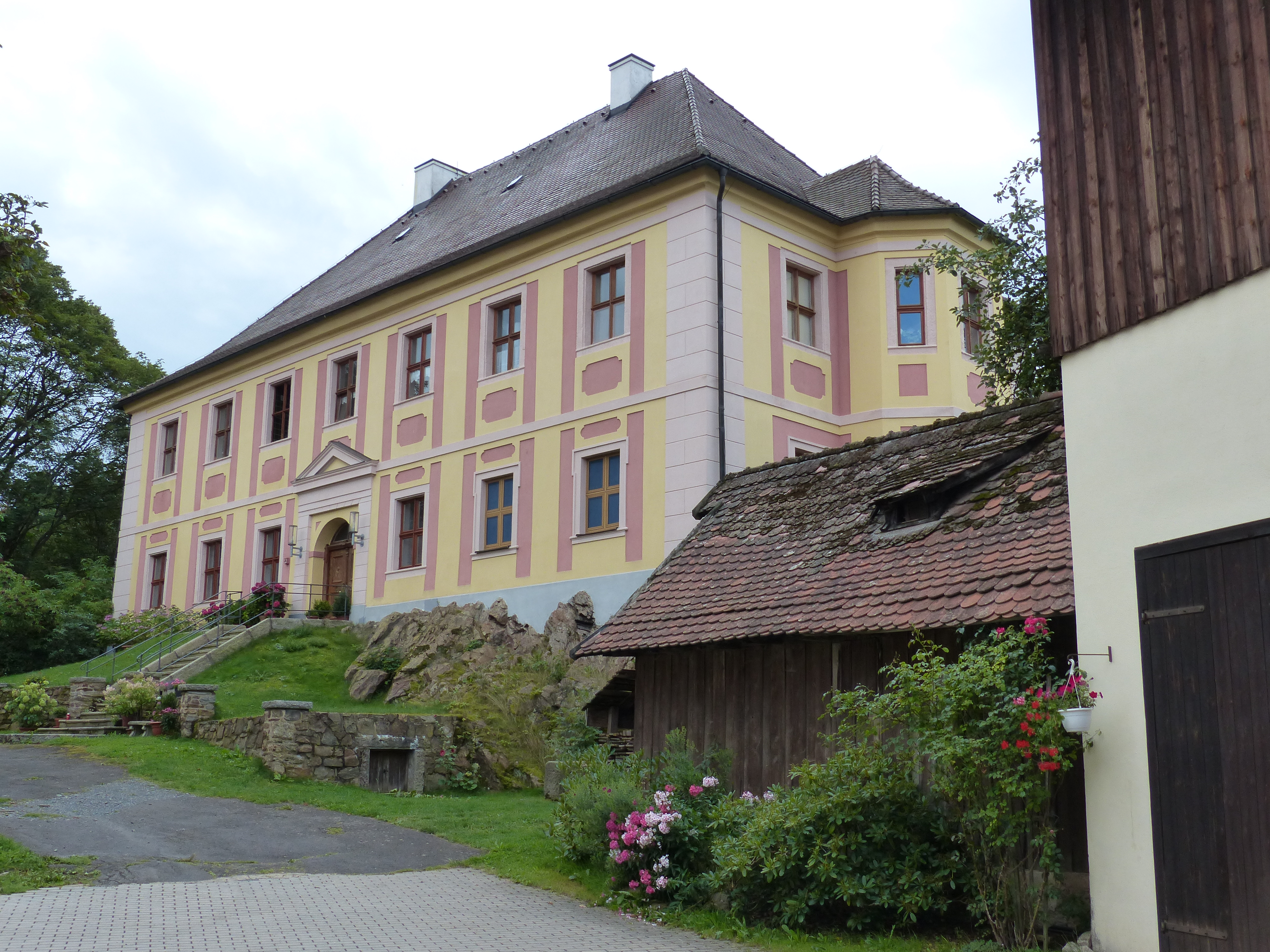
Schloss Hardeck

Vom Mittelalter bis kurz nach der Mitte des 19. Jahrhunderts gehörte Hardeck zur Fraisch oder Frais, einem Gebiet, das der gemeinsamen Gerichtsbarkeit der Stadt Eger und des Stiftes Waldsassen unterstand. Das Dorf gehörte zu den  „ungemengten“ Ortschaften, was bedeutete, dass in diesem Ort ausschließlich Untertanen des Stiftes Waldsassen lebten. Das Gebiet der Albenreuther Fraisch überdauerte auch die Säkularisation in Bayern, die Rechtsnachfolge des Stiftes Waldsassen trat dabei das Königreich Bayern an. Erst als das Königreich und das Kaisertum Österreich 1862 den Wiener Vertrag abschlossen, endete die Existenz dieses Kondominiums. Seit dem 19. Jahrhundert bildet das Dorf einen Gemeindeteil der Gemeinde Neualbenreuth. Im Jahr 1970 lebten 76 Einwohner in Hardeck, 1987 waren es 81.
Der Politikwissenschaftler Alfons Söllner wurde 1947 in Hardeck geboren.